# Погоня русская
Погоня русская (пол. Pogoń Ruska, Pogonia Ruska) — герб с изображением драконоборца (Георгия Победоносца), берущий истоки в княжеских геральдических фигурах времён Киевской Руси. Его использовали княжеские фамилии из династии Рюриковичей во времена Речи Посполитой и Российской империи. Также он присутствует в гербах городов и территориально-административных единиц Польши, Украины и России.

## Описание
В первом томе гербовнике Болеслава Старжинского (1875—1900) приведён шляхетский герб с драконоборцем на красном щите.

В червоном поле рыцарь в серебряных доспехах и с белым плащом на белом коне с копьём в руках и серебряным щитом с золотым крестом на левом плече, пронзает лежащего на земле зелёного дракона. Над шлемом княжеская корона.
Юлиуш Островский в 1906 году приводит следующее описание герба:

В синем поле вооруженный рыцарь на сером коне, с копьём в руках и белым щитом с красным крестом на левом плече, пронзает лежащего на земле дракона. Над шлемом княжеская корона. Голубой намёт с серебряной подбивкой.

## Легенда
Енджей Суский в произведении «Волох или разговор волоха с поляком», изданном в 1606 году, представляет происхождение герба Погоня русская следующим образом:

Около 300 года н. э., во время правления греческого князя Феодора, на его родине, в провинции Ахайя, появился необыкновенно большой дракон, не только для скота, но и для вреда людям. Князь, сев на коня, с божественной помощью, напал на него, пронзил копьём и отсек ему голову. С этого времени потомки Феодора взяли образ человека на коне, пронзающего копьем дракона, в качестве герба.
Согласно Сускому, Киев основали римляне, потомки того самого Феодора. Как киевские князья, они пользовались этим гербом и именно от них происходят многие княжеские роды, известные из истории Польши.

## Галерея

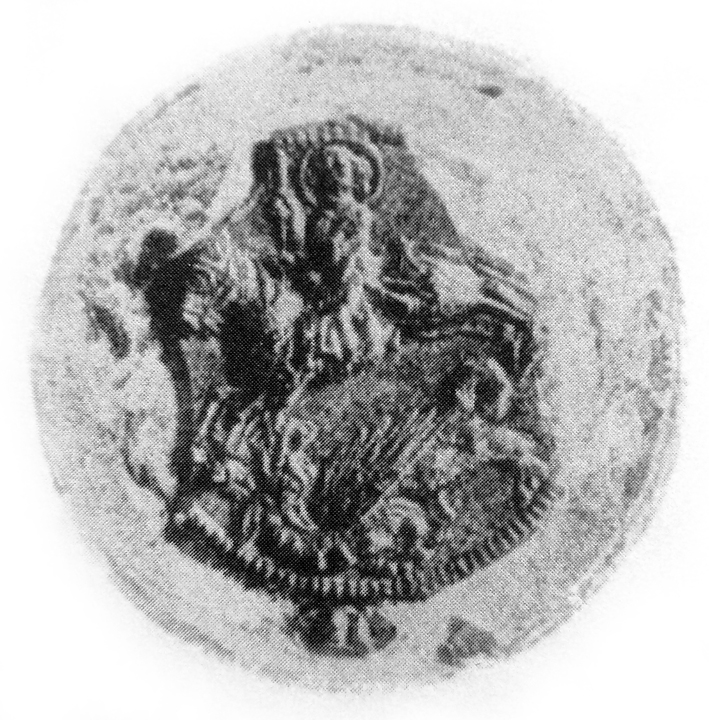
Герб[укр.] с печати Каменца-Подольского, 1324
Современная прорисовка по Ю. Островскому
Герб Киевской области
Герб Оструды
Герб Мариямполя
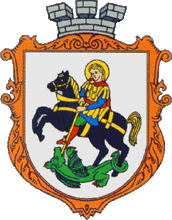
Герб Белого Каменя
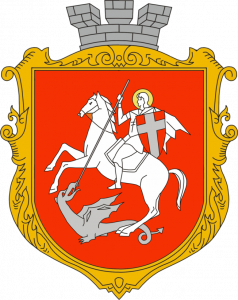
Герб Владимира Волынского
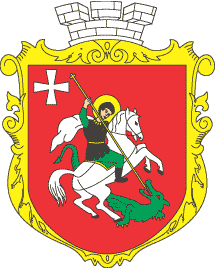
Герб Любомля
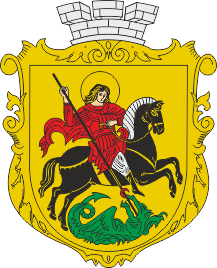
Герб Нежина